# Barrandov-Brücke
Die Barrandov-Brücke (tschechisch: Barrandovský most) ist eine Autobahnbrücke über die Moldau in Prag in der Tschechischen Republik. Sie wurde in den Jahren 1978 bis 1988 erbaut und ist 352 Meter lang. Die südlich gelegene Fahrbahn wurde 1983 fertiggestellt, die nördliche konnte erst 1988 dem Verkehr übergeben werden. Die Brücke verbindet die Prager Stadtteile Braník (rechtsseitig der Moldau) und Hlubočepy (linksseitig der Moldau), stromabwärts des Stadtteils Barrandov. Dieser Stadtteil ist nach dem französischen Geologen, Paläontologen und Ingenieur Joachim Barrande benannt, der das Prager Becken geologisch erforschte.
Die Barrandov-Brücke ist die meistbefahrene Autobahnstraße in Tschechien. Im Jahr 2017 fuhren durchschnittlich über 142.000 Autos täglich über diese Brücke.

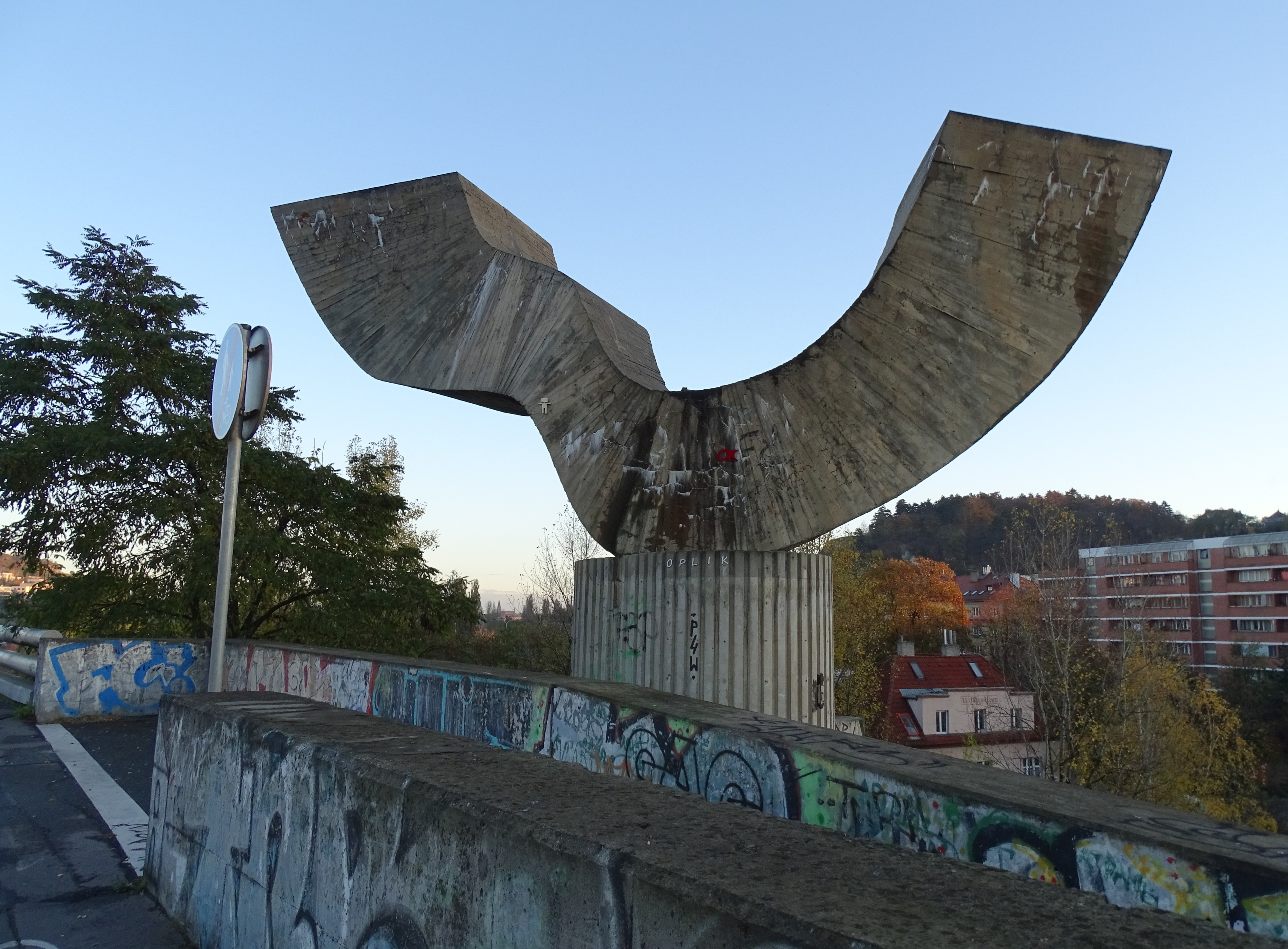
Eine der Betonplastiken auf der Brücke von Josef Klimeš.

Die Brücke wurde im Stil des Brutalismus errichtet. Der Architekt war Karel Filsak. Die riesigen Betonplastiken stammen von Josef Klimeš. 